# Хазал Кая
Лейла Хазал Кая (тур. Leyla Hazal Kaya, нар. 1 жовтня 1990 року, Газіантеп, Туреччина) — турецька кіноакторка. В Україні здобула свою популярність за роллю Феріхи у серіалі «Сила кохання Феріхи».

## Біографія
Майбутня акторка народилася та зросла в забезпеченій сім'ї, її батьки працювали юристами. Тому Хазал з дитинства не знала великих проблем. Талант до творчості проявлявся у неї з самого дитинства. Чим вона тільки не захоплювалася, коли була дитиною: балет, скрипка, танці. Але, попри те, що Хазал з легкістю освоювала кожен новий вид занять, її головною мрією завжди був виступ на сцені. Навчалася вона в спеціальній італійській школі, яка розташовувалася в Стамбулі. Однак, смілива дівчина, не забувши про свою мрію опинитися на великій сцені, зважилася на відважний вчинок — вона записалася в школу відомого в Стамбулі театру Айла Алга. Саме цей крок визначив майбутню долю дівчини.
Актрисі доводиться змиритися з тим, що вона хвора на цукровий діабет, і це ускладнює її особисте життя. Через хворобу вона швидко набирає вагу. Але вона навчилася жити з цукровим діабетом – склала правильний раціон і навіть почала сама собі готувати, завдяки чому її здоров’я поступово відновлюється, а вагу вона тримає під контролем. Багато їй дають заняття фітнесом, вона намагається щодня гуляти не менше ніж по тридцять хвилин, це теж допомагає їй тримати себе у формі.

## Фільмографія
Свою першу роль актриса отримала в 2006 році, у 16-річному віці. Це була невелика роль у відомому турецькому драматичному серіалі «Сила. Повернення додому». Потім зіграла ще дві ролі в турецьких мінісеріалах «Acemi» і «Genco». Але всі ці появи на екранах мали епізодичний характер, вони не принесли дівчині слави та визнання. Але вона вірила, що знаходиться на правильному шляху, і продовжувала наполегливо працювати. І дуже скоро її старання були винагороджені. Знаменита режисерка Хілаль Сарай запросила молоду актрису на знімання серіалу «Заборонене кохання». Роль Ніхаль Зіяглі в цьому серіалі зробила її однією з найвпізнаваніших акторок Туреччини.
| Рік  | Українська назва                     | Оригінальна назва                | Роль                                                        |
| ---- | ------------------------------------ | -------------------------------- | ----------------------------------------------------------- |
| 2006 | Сила. Повернення додому              | Sıla                             | Беррін / Berrin                                             |
| 2006 | Секрет каменю                        | Taşların Sırrı                   | Бенгю / Bengü                                               |
| 2006 | Початкова відьма                     | Acemi Cadı                       | Пелін / Pelin                                               |
| 2007 | Ангел-охоронець                      | Genco                            | Озге / Özge (Gülay Erkaya)                                  |
| 2008 | Заборонене кохання                   | Aşk-ı Memnu                      | Ніхаль Зіяглі / Nihal Ziyagil                               |
| 2010 | Бехзат Ç.: Серійні вбивства в Анкарі | Behzat Ç.: Bir Ankara Polisiyesi | Берна Ç. / Berna Ç.                                         |
| 2011 | Сила кохання Феріхи                  | Adını Feriha Koydum              | Феріха Їлмаз Саррафоглу / Feriha Yılmaz Sarrafoğlu          |
| 2011 | Музика і танці                       | Çalgı Çengi                      | Молода дівчина, яка зайшла на склад / Depoya Gelen Genç Kız |
| 2011 | Бехзат Ç: Я поховав своє серце       | Behzat Ç.: Seni Kalbime Gömdüm   | Берна Ç. / Berna Ç.                                         |
| 2011 | Не можу спати, коли прибуває місяць  | Ay Büyürken Uyuyamam             | Хюлья / Hülya                                               |
| 2012 | Нехай це буде останній раз           | Bu Son Olsun                     | Лале / Lale                                                 |
| 2012 | Останнє літо: Балкани 1912           | Son Yaz: Balkanlar 1912          | Еміне / Emine                                               |
| 2013 | Блакитна хвиля                       | Mavi Dalga                       | Арзу / Arzu                                                 |
| 2013 | К.О.Х.А.Н.Н.Я.                       | A.Ş.K. (Azra.Şebnem.Kerem)       | Азра Озак / Azra Özak                                       |
| 2014 | У мене є заперечення                 | İtirazım Var                     | Зейнеп Булут / Zeynep Bulut                                 |
| 2015 | Марал: моя красива історія           | Maral: En Güzel Hikayem          | Марал чеснота / Maral Erdem                                 |
| 2015 | Банк розбитих сердець                | Kırık Kalpler Bankası            | Аслі / Aslım                                                |
| 2017 | Наша історія                         | Bizim Hikaye                     | Філіз / Filiz Elibol                                        |
| 2020 | Зателефонуйте моєму менеджеру        | Menajerimi Ara                   | Hazal Kaya                                                  |
| 2021 | Гостя                                | Misafir                          | Gece                                                        |
| 2022 | Що з мене вийде?                     | Benden Ne Olur                   | Sertab Bal                                                  |
| 2022 | Північ у Пера-палас                  | Pera Palas'ta Gece Yarısı        | Esra                                                        |